# Nordal Wille
Johan Nordal Fischer Wille (født 28. oktober 1858 i Hobøl, død 4. februar 1924 i Kristiania) var en norsk botaniker og naturbeskytter.
Efter examen artium ved Peter Qvams skole i 1874 i Kristiania, hvor han studerede til at blive docent, men mødte botanikerne Axel Blytt og W. C. Brøgger. Efterfølgende afbrød han studiet til fordel for en forskerkarriere indenfor ferskvandsalger. Efter at have doseret ved universitetet i Stockholm 1883-89 blev han botaniklærer på Den høiere landbruksskole på Ås 1889-93, så ved Det Kongelige frederiks Universitet som professor 1893-1924, såvel som bestyrer for botaniklabben 1895-1905, og Botanisk Have (Oslo) 1898-1924. Wille ville have universitetet til Tøyen, mens Kristine Bonnevie stod bag Blindern-blokken.
Wille var på flere ekspeditioner, herunder til Puerto Rico for at indsamle ferskvandsalger.
Wille var i 1894 med til at etablere "Biologen", en forsknings-station i Drøbak. Han var en faglig rådgiver, da man udfærdigede Naturfredningsloven i 1910, og var i 1914 med til at starte det der i dag er Norges Naturvernforbund, som dengang kom til at hedde, Landsforeningen for naturfredning. Han var også lokalpolitiker for Højre, desuden var Wille redaktør af Nyt Magazin for Naturvidenskaberne, i ledelsen af Selskabet Havedyrkingens Venner, arrangør af sommerkurser for folkeskolelærere, og aktive foredragsholder i Arbeiderakademiene.

## Udmærkelser
- St. Olavs Orden, ridder i første klasse i 1904
- Nordstjerneordenen, kommandør i anden klasse
- Fridtjof Nansens belønning for fremragende forskning 1918